# Azolla bonariensis
Azolla bonariensis là một loài dương xỉ trong họ Salviniaceae. Loài này được Bertol. mô tả khoa học đầu tiên năm 1860.
Danh pháp khoa học của loài này chưa được làm sáng tỏ. 